# 牧野圭一
牧野 圭一（まきの けいいち、1937年11月1日 - 2022年8月14日）は、日本の漫画家、漫画文化の研究者。京都精華大学名誉教授。

## 来歴
愛知県豊橋市出身。4人きょうだいの長男。漫画家の牧野和子は実妹である。
愛知県立時習館高等学校卒業。上京して2度美術大学受験に失敗し、1958年に日本テレビジョン（TCJ）へ入社。アニメーターとして働く。27歳で博報堂へ転職し、テレビCMの絵コンテを手がける。1964年には独立して、島充とともにマキノプロダクションを設立。
1966年より近藤日出造に師事し、近藤没後の1976年3月から約15年間、近藤の後を継いで読売新聞に政治漫画を連載した。1976年11月に読売新聞社の嘱託に。イラスト、デザイン、アニメ、漫画など多くの作品を手がけるとともに文藝春秋漫画賞など、これらに関する賞をいくつか受賞している。
1971年にテレビアニメ「アンデルセン物語」キャンティとズッコ、キャラクター原案。
漫画家の手塚治虫と親交があり、1975年には手塚が展示プロデューサーを務めた沖縄国際海洋博覧会において、副プロデューサーとして参加している。
1991年に愛知県豊橋市美術博物館において「牧野圭一ユーモアART展」を開催。
1992年、銀座田中貴金属ジュエリー店にて「ユーモア・ジュエリー展」。愛知県豊橋市「7つの出会い像」制作。船橋市海老川河畔に「十福神像」を設置。
豊橋市生まれであることから2003年2月からは豊橋ふるさと大使を務めている。
2006年から2年間京都精華大学マンガ学部の学部長に就任し、2008年4月より同大名誉教授、国際マンガ研究センター長を歴任。2011年4月からは京都造形芸術大学教授を務めていた。
2013年には読売新聞社主催「地球にやさしい作文・活動報告コンテスト」審査委員。
他にもまんが甲子園企画参画の選考委員、さいたま市北沢楽天顕彰会会長、ユーモア発明クラブ会長、日本漫画家協会事業担当理事を務めた。
2022年8月14日に死去していたことが日本漫画家協会より同月16日に公表された。84歳没。

## 受賞
1967年 『牧野圭一漫画集』にて第13回文藝春秋漫画賞を受賞。
1971年 イタリア国際漫画サロン金賞。
1973年 『私の妖精たち』にて、第2回日本漫画家協会賞優秀賞を受賞。
1979年 トルコ・シマビ國際漫画展「雑誌セブル賞」他国際賞を受賞。
1984年 イタリア・アンコーナ國際スポーツ漫画ビエンナーレ展国務大臣賞を受賞。

## 著書

### 単著
- 『What’s Politics?―わかりたいあなたのための政治学』ワコー、1987年12月。ISBN 978-4948732117。
- 『○ぴ流man画塾応募作品集』出版共同販売、1994年1月。ISBN 9784938695033。
- 『”感覚的”マンガ論 (NHKシリーズ NHKこころをよむ)』NHK出版、2008年3月。ISBN 9784149106564。

### 共著
- 牧野圭一、養老孟司共著『マンガをもっと読みなさい―日本人の脳はすばらしい』晃洋書房、2005年10月。ISBN 9784771015333。
- 牧野圭一、上島豊共著『視覚とマンガ表現―科学とマンガのナベ“鍋？”ゲーション』臨川書店、2007年6月。ISBN 9784653040125。

## キャラクター・マークデザイン
- 伊勢神宮式年遷宮のためのキャラクター「ISEコッコ」
- 佐藤製薬「サトコちゃん」
- キリンビールアイドルキャラクター「キリン坊や」
- 北海道電力「電力坊や」
- でん六豆キャラクター
- 船橋コミュニティファンドアイドルキャラクター「さざんかさっちゃんと福太郎」
- 鎌倉サンドフェスティバルキャラクター「SAND BIRD」
- テレビアニメアンデルセン物語キャラクター「ズッコとキャンティー」
- 栃木県壬生町おもちゃ博物館キャラクター「雷神は宇宙人」
- 讀賣国際漫画大賞マーク
- ユーモア広告大賞マーク
- オホーツク国際漫画大賞マーク
- 読売写真大賞キャラクター
- 千葉県虹の会マーク

## 彫刻
- JR船橋駅構内「さざんかさっちゃん像」
- ふなばしアンデルセン公園「アンパンマン像」
- 船橋市海老川、12橋高欄デザイン
- 海老川環境整備シンボル『十二福神像』
- 豊橋市広小路通り『七つの出会い像』
- 青森県三沢渋沢公園、「河童進青森化論」「ゆーちゃん河童像」
- 川崎市市民ミュージアム「考えるゴキブリ」「考える蛙」
- 鎌倉荏柄天神社「かっぱ絵筆塚」
- 長野県駒ヶ根天竜かっぱ広場「天竜かっぱ伝説 等身大騎馬像」
- 長野県駒ヶ根「河童神社・神像」
- 東京日本橋水天宮「子育て河童像」
- 栃木県壬生町おもちゃ博物館「雷神は宇宙人・像」
- 北海道上湧別道の駅、マンガギャラリーロビー陶板壁画
- 宮城県色麻町「ベジタブル・河童群像」
- 山口県秋芳洞「河童群像」
- 高知県香北町（現・香美市）「やなせ兎像」（共作者:ドウノヨシノブ）

## 門下
- ドウノヨシノブ(雅号：泉多麻呂）